# Реткон
Ретроактивный континуитет (англ. retroactive continuity), или, сокращённо, реткон (англ. retcon), — это литературный приём, при котором установленные в произведении факты изменяются, замалчиваются или опровергаются последующими опубликованными работами, которые, по идее, должны сохранять преемственность (англ. continuity) с прежними произведениями.

## Обзор
Существуют различные причины применения реткона, в том числе:
- создание предпосылок, необходимых для создания сиквелов или производных работ, создание которых, в противном случае, было бы невозможно;
- исправление ошибок и преодоление трудностей, выявленных в предыдущей работе после её публикации;
- изменение интерпретации предыдущей работы;
- приведение к соответствию с действительностью в случае, если была доказана невозможность того, что ранее считалось возможным, или прогнозы о будущем оказались ошибочными[Note 1].

Ретконы используются авторами для обеспечения свободы самовыражения. Авторы считают, что вносимые в сюжет изменения не значимы для аудитории по сравнению с возможностью узнать новую историю. Например, если после публикации истории, в которой один из персонажей погиб, сообщить, например, о том, что история происходила в параллельной вселенной, приснилась какому-либо персонажу или была его фантазией, в последующих историях можно будет вернуть в сюжет выбывшего персонажа. Более конкретно, незначительная деталь может быть задним числом вычеркнута из сюжета (например, выход героини из дома без пищи) для устранения препятствия к дальнейшему повествованию (героиня должна быть голодной).
Ретконы распространены в pulp-журналах, и особенно в комиксах, публикуемых такими издателями, как «DC Comics» и «Marvel Comics». При сочинении новых историй для серий, существующих длительное время и составленных из историй множества авторов, новым авторам нужно знакомиться с ранее созданными историями и учитывать ранее придуманное, что может отнимать время и ограничивать свободу творчества; ретконы приходят на помощь. Ретконы также распространены в манге, мыльных операх, драматических сериалах, кино-сиквелах, мультфильмах, профессиональном реслинге, видеоиграх, радиопостановках и в других формах серийных произведений.

## Этимология
Первое подтверждённое использование фразы «ретроактивный континуитет» найдено в богословской книге «Теология Вольфрахта Панненберга», написанной Фрэнком Таппером (Frank E. Tupper) и опубликованной в 1973 году: «Концепция Панненберга о ретроактивном континуитете, в конечном счёте, означает, что история течёт из будущего в прошлое, что будущее в основе своей — не производное прошлого».
Считается, что в печатном издании термин «ретроактивный континуитет» в значении «добавление в сюжет новых фактов задним числом» впервые использовался в выпуске № 18, опубликованном в феврале 1983 года, комикса «All-Star Squadron» фирмы «DC Comics». Действие описанных в комиксе историй происходило в альтернативной вселенной, названной «Земля-два», причём в прошлом, во времена Второй Мировой войны. Так как события происходили в прошлом альтернативной вселенной, события не могли повлиять на настоящее не альтернативной вселенной (см. множество вселенных в комиксах фирмы «DC Comics»); каждое событие меняло историю вымышленного мира. На страницах комикса, выделенных для публикации писем читателей, было опубликовано мнение одного из читателей:  «ваша состыковка новых историй с историями из комиксов золотого века была впечатляющей (и, надеюсь, финансово успешной)». На что писатель Рой Томас ответил, написав о том, что несколько месяцев назад один из читателей комикса на одном из собраний фанатов, организуемых фирмой «Creation Conventions», в городе Сан-Диего предложил название для этого приёма — «ретроактивный континуитет». Впоследствии термин укрепился в среде любителей американских комиксов про супергероев.
В какой-то момент термин «ретроактивный континуитет» был сокращён до «реткон». Считается, что автором сокращения стал Дамиан Кагли, впервые использовавший термин «реткон» в сообщении, опубликованном в сети Usenet в 1988 году. Достоверных доказательств этого нет, хотя в сообщении, опубликованном в сети Usenet 18 августа 1990 года, Кагли назвал себя «создателем слова „реткон“». Кагли использовал неологизм при описании истории из комикса «Сага о Болотной твари» («Saga of the Swamp Thing»), в которой переосмысливается происхождение главного персонажа и раскрываются факты, ранее не являвшиеся частью повествования и не подразумевавшиеся ранними авторами.

## Типы
Выделяют несколько типов ретконов:
- дополнение ранее рассказанной истории новыми фактами;
- изменение интерпретации ранее рассказанной истории;
- удаление ранее рассказанной истории или её части из сюжета серии;
- временное сжатие — рассказ каждой новой истории так, будто её действие происходит во времена её публикации.

### Дополнение
Дополняющие ретконы не противоречат фактам из ранее опубликованных историй, а восполняют недостающие детали сюжета и служат, как правило, для объяснения текущих сюжетных линий. Так как такие ретконы по обыкновению использовались в комиксе «All-Star Squadron», Томас, используя термин «ретроактивный континуитет», подразумевал именно «дополнение» сюжета новыми фактами, не отменяющее ранее введённых фактов. Сценарист Курт Бьюсик применил «дополнение» при создании историй для серии комиксов «Untold Tales of Spider-Man», действие в которых происходит между частями оригинальной серии комиксов «The Amazing Spider-Man», иногда объяснял несостыковки между сериями. Художник Джон Бирн использовал «дополнение», рисуя картинки для серии комиксов «X-Men: The Hidden Years». В комиксах, изданных фирмой «Marvel Comics», самой первой историей, действие которой происходило между действиями двух ранее рассказанных историй, стала, быть может, история, рассказанная в опубликованном в 1977 году выпуске № 8 комикса «The Rampaging Hulk». Другими примерами добавляющих ретконов могут служить:
- добавление в сюжет фильма «Крестный отец 2» персонажа по имени Фрэнк Пентанджели (Frank Pentangeli); персонаж не упоминался в первом фильме, а во втором фильме был назван старым другом семьи;
- добавление в сюжет фильма «Крестный отец 3» персонажа по имени Альтобелло (Altobello); персонаж не упоминался в первых двух фильмах, а в третьем фильме был назван одним из «стародавних» донов. Ни одно из «дополнений» не повлияло на сюжетные линии предыдущих фильмов;
- добавление чердака в семейный дом в более поздних сезонах сериала «Полный дом».
- добавление в сюжет фильма «Форсаж 10» персонажа-антагониста по имени Данте Рейес, который представлен как сын бразильского бизнесмена и наркобарона Эрнана Рейеса — главного антагониста фильма «Форсаж 5». Данте не упоминается ни в одном из последующих фильмов франшизы из основной серии, ни в спин-оффе, вплоть до «Форсажа 10».

Существует похожее понятие — криптоистория — рассказ о когда-то происходивших и забытых событиях (например, о событиях из истории человечества) с рассмотрением их различных толкований. Примеры:
- писатель Тим Пауэрс в своём фантастическом романе «Последний звонок[англ.]» (англ. Last Call), опубликованном в 1992 году, предполагает, что деятельность преступника по имени Багси Сигел объясняется тем, что преступник был хранителем Святого Грааля (выполнял роль короля-рыбака);
- автор комиксов Алан Мур добавил в историю Болотной твари информацию, согласно которой Болотная тварь возникла в результате слияния растения с персонажем по имени Alec Holland (учёным), а не наоборот; этот факт не противоречит ранее рассказанным историям, но изменяет интерпретацию персонажа читателями;
- подобные дополнения и реинтерпретации часто используются в сериале «Доктор Кто»[1].

В компьютерных играх ярким примером дополняющего реткона можно назвать учёного Илая Вэнса из Half-Life 2 (отца Аликс, спутницы Гордона Фримена в последующих играх серии). При встрече с Гордоном доктор Вэнс удивляется тому, как через два десятилетия после событий оригинальной Half-Life герой остался молодым, и говорит ему: «В последний раз я отправил тебя за помощью после каскадного резонанса.» Таким образом, Илай физически присутствовал и в Half-Life, где был представлен как один из учёных стандартной модели — следовательно, не являвшийся самостоятельным персонажем изначально и официально ставший им лишь с появлением Half-Life 2.

### Изменение
Изменяющие ретконы добавляют в сюжет информацию, которая, казалось бы, противоречит фактам из ранних историй. Часто это используется по отношению к какому-либо персонажу, который, казалось, должен был умереть, но позже выясняется, что ему каким-то образом удалось выжить. Это обычная практика в фильмах ужасов: монстр может умереть в конце одного фильма и вновь появиться в начале следующего (в сиквеле). Метод настолько распространён в комиксах о супергероях, что для него придумали термин «комиксовая смерть». Одним из ранних примеров применения этого типа реткона является возвращение Шерлока Холмса, которого писатель Артур Конан Дойл, по всей видимости, убил в рассказе «Последнее дело Холмса», опубликованном в 1893 году, но по просьбам читателей вернул в рассказе «Пустой дом», опубликованном в 1903 году.
Другие примеры изменяющих ретконов:
Писатель Рекс Стаут во многих своих детективных романах подразумевает, что его персонаж по имени Ниро Вульф родился в Черногории, описывает некоторые подробности детства персонажа на Балканах во времена Первой мировой войны. Но в романе «Только через мой труп», опубликованном в 1939 году, персонаж Ниро рассказывает агенту ФБР о том, что родился в Соединённых Штатах. Причину изменения Стаут объяснил в письме к своему биографу Джону Макале (англ. John McAleer): «В черновике романа „Только через мой труп“ Ниро был черногорцем по происхождению, и это вполне соответствовало всем предыдущим упоминаниям о его происхождении; но бурные протесты со стороны журнала „The American Magazine“, поддержанные издательством „Farrar & Rinehart“, вызвали перенос его колыбели на пять тысяч миль».
В 1940-х и 1950-х годах писатель Айзек Азимов в своих фантастических романах рассказывал о планете «Трантор», являющейся столицей «Галактической империи» и находящейся в «центре галактики». Астрономические исследования, выполненные после публикации романов Азимова, показали, что в центре галактики может находиться сверхмассивная чёрная дыра, что делает невозможным пребывание там человека. В последующих романах писатель изменил местоположение планеты Трантор.
В 1915—1921 годы при написании писателем Эдвардом «Док» Смитом фантастического романа «The Skylark of Space», впервые опубликованного в 1928 году в журнале «Amazing Stories» и ставшего первым романом в серии «Skylark», человечество ещё строило теории о возможности космических полётов. В 1963 году при написании романа «Skylark DuQuesne», ставшего последним в серии «Skylark» (из-за смерти писателя) и опубликованного в 1966 году, Соединённые Штаты и Советский Союз были вовлечены в космическую гонку. Учитывая современные события, писатель в последних романах серии упомянул американскую и советскую базы, основанные на Луне ещё до события, описанного в первом романе: до того, как главный герой по имени Дик Ситон (англ. Dick Seaton) открыл возможность перемещения со скоростью, превышающей скорость света (см. сверхсветовое движение).
Ретконы автора историй для комиксов Алана Мура часто связаны с ложными воспоминаниями. Мур использовал эту технику в сериях комиксов «Marvelman» и «Batman: The Killing Joke».
Ретконы могут возвращать в сюжет убитых ранее персонажей. Например, в комедийном сериале телеканала CBS «Два с половиной человека» персонаж по имени Чарли Харпер (англ. Charlie Harper), которого играл актёр Чарли Шин, погиб в железнодорожной аварии в девятом сезоне, но в последней серии двенадцатого сезона, названной «Of Course He’s Dead», выясняется, что Чарли жив и находился в плену более четырёх лет. Этот приём также распространён в мыльных операх. Например, в одной серии сериала «Дерзкие и красивые» было показано, как у персонажа по имени Тейлор Хэйс, которую играла актриса Хантер Тайло, остановилось сердце, и были показаны похороны; а в другой серии, показанной в 2005 году, актриса вновь исполнила роль погибшего персонажа, и было сказано, что персонаж находился в коме.
В десятом сезоне сериала «Даллас» было заявлено, что события, показанные в девятом сезоне, были сном персонажа по имени Пэм Юинг (англ. Pam Ewing). Дело в том, что актёр Патрик Даффи захотел покинуть сериал, и исполняемый им персонаж по имени Бобби Юинг (англ. Bobby Ewing) был убит в конце восьмого сезона. Когда же актёр захотел вернуться в сериал в десятом сезоне, сценаристы объявили девятый сезон сном — нашли правдоподобную причину, по которой персонаж по имени Бобби отсутствовал в девятом сезоне и всё ещё жив в десятом сезоне. Девятый сезон иногда называют «сезоном-сном» («англ. dream season») и высмеивают в более поздних сериалах, например, в мультсериале «Гриффины».
Персонаж Потусторонний из комиксов фирмы «Marvel Comics» первоначально назывался самым могущественным существом (см. всемогущество) во вселенной. Однако после того, как его создатель Джим Шутер покинул фирму «Marvel Comics», писатель и редактор Том ДеФалко уменьшил силу Потустороннего и задним числом увеличил силу других космических персонажей. Потусторонний остался одним из самых могущественных существ во вселенной, но появились персонажи, превосходящие его по силе.
Персонаж по имени Kon-El, являющийся современной версией персонажа по имени Superboy, из комикса «Юные Титаны» фирмы «DC Comics» годами считался человеком, генетически изменённым так, чтобы быть похожим на криптонианца (существо расы, появившейся на планете Криптон). В 2003 году автор историй для комиксов Джефф Джонс объявил персонажа Kon-El клоном, созданным из ДНК Супермена (криптонианца) и Лекса Лютора (человека). Это изменение противоречило фактам из опубликованных ранее историй, где доказывалось, что персонаж был человеком, а также не объясняло наличие у персонажа тактильного телекинеза — способности, отличавшей его от Супермена.
В первом сезоне сериала «Парень познаёт мир» у персонажей Шон и Топанга были братья и сёстры, а в последующих сезонах персонажи становятся единственными детьми в их семьях.

### Удаление
Удаляющие ретконы применяются издателями по отношению к историям, не ставшим популярными, или историям, смущающим читателей или зрителей. «Удаление» заключается в том, что в историях, публикуемых после публикации удаляемых историй, либо повествование ведётся так, будто события удаляемых историй никогда не происходили, либо явно упоминается о том, что удаляемые истории никогда не происходили. Например, события фильма «Дэдпул», вышедшего на экраны в 2016 году, прямо противоречат событиям фильма «Люди Икс: Начало. Росомаха», вышедшего на экраны в 2009 году. Удаляющий реткон также может применяться по отношению к другому реткону, не понравившемуся читателям или зрителям. Например, в серии комиксов о Человеке-пауке игнорируется комикс «Spider-Man: Chapter One», написанный и нарисованный Джоном Бирном и изменяющий некоторые детали сюжета.

### Временное сжатие
Если между публикацией частей истории проходит длительное время, может применяться приём, называемый временны́м сжатием. Приём заключается в том, что действие каждой публикуемой части истории происходит во времена её публикации несмотря на то, что с момента публикации прошлой части может пройти длительное время. Приём часто используется в фильмах-сиквелах для создания у зрителя ощущения современности происходящего. Например, между тремя фильмами из серии «Омен», выпущенных в течение пяти лет (с 1976 по 1981 годы), главный герой стареет на 15-20 лет, но действие фильмов разворачивается во времена, совпадающие со временем выпуска фильмов.

## Связанные понятия
Реткон похож на «сюжетные несостыковки» (plot inconsistencies), возникающие либо случайно, либо от недостаточного внимания к деталям, и в отличие от них, создаётся намеренно. Некоторые несостыковки (противоречия) создаются умышленно, но не являются ретконом и отражают намеренно утраченную преемственность. Например, действие каждой новой серии мультсериала «Симпсоны» происходит в настоящем времени, но при этом персонажи не стареют (см. floating timeline).
Ретконы могут создаваться для устранения ошибок, найденных в ранее изданных историях. Например, создатели мультсериала «Флинтстоуны» по ошибке дали персонажу по имени Вилма Флинтстоун (Wilma Flintstone) две девичьи фамилии: «Pebble» и «Slaghoople»; обнаружив несоответствие, продюсеры остановились на варианте «Slaghoople» и стали использовать его при дальнейшем повествовании.
Реткон в общем случае отличается от замены актёра, исполнявшего главную роль в серии; такая замена чаще является примером потери преемственности, а не примером изменения прошлого задним числом. Изменение внешности персонажа либо игнорируется, либо как-либо объясняется. Например, изменение внешностей персонажей с именами Дэррин Стивенс (Darrin Stephens) и Глэдис Кравиц (Gladys Kravitz) в сериале «Моя жена меня приворожила» и изменение внешности персонажа по имени Вивиан (Vivian) в сериале «Принц из Беверли-Хиллз» игнорировались; изменение внешности персонажа доктор Кто в сериале «Доктор Кто» объясняется «регенерацией»; изменение внешности персонажа Пифия (компьютерной программы) в фильме «Матрица: революция» объяснялось возможностями компьютерной программы. Иногда изменение внешности персонажа сопровождается шутками; например, так было при смене актрисы, исполнявшей роль персонажа по имени Клер Кайл (Claire Kyle), в сериале «Моя жена и дети»; в сериале «Розанна» после того, как персонаж по имени Бекки Коннер (Becky Conner) вернулась из колледжа в исполнении новой актрисы, один из персонажей её не узнал и заметил, что дети могут меняться по мере достижения ими совершеннолетия.
Ретконы также отличаются от «непосредственной правки» (direct revision) произведений. Например, перерабатывая оригинальную трилогию фильмов серии «Звёздные войны» с целью добавления компьютерных спецэффектов, Джордж Лукас вносил изменения непосредственно в исходный материал, а не создал новый материал, содержание которого могло бы получиться противоречащим содержанию предыдущего.
Реткон — это не то же самое, что «перезапуск» (reboot) и «переосмысление» (reimagining), которые полностью отменяют первоначальную сюжетную линию, как было, например, в серии «Звёздный крейсер „Галактика“»: сериал 2003 года заново начал повествование, «отменив» сериал 1978 года. Однако, иногда применяется так называемый «частичный перезапуск» серии, при котором часть входящих в серию произведений («ядро») признаётся каноничной, а остальное перемещается в параллельную реальность, которая, хотя и не становится полностью недопустимой, подлежит пересмотру и критическому анализу. Так случилось с серией аниме «Роботех»: с выходом в 2006 году мультфильма «Robotech: The Shadow Chronicles» студия «Harmony Gold» решила, что только оригинальный мультсериал 1985 года и мультфильм 2006 года являются каноничными. Решение студии «отбросило» во вторую реальность события мультфильма «Robotech II: The Sentinels», разных комиксов и романов 1980-х и 1990-х годов. Перед использованием «отброшенные» произведения должны выборочно пересматриваться и обновляться для связывания с будущими каноничными произведениями и для предотвращения конфликтов с оригинальным мультсериалом. Роман писателя Джека Мак-Кинни (Jack McKinney) «Конец круга» («End of the Circle») относится к серии «Robotech» и считается не каноничным; в приквеле к роману, комиксе «Robotech: Prelude to the Shadow Chronicles», повествование ведётся с учётом событий из основной сюжетной линии мультфильма «Robotech II: The Sentinels», но без учёта фактов (событий, информации о сроках и характерах персонажей) из ранее изданных комиксов и романов. В таких случаях обладатель франшизы может заявить о том, что он не намерен объяснять «изменения» в ремейках или в пересказах (англ. direct retellings) подобных историй. Читатель или зритель может только догадываться о том, какие же события привели к образованию различных версий одной истории.